# هانیه محتشمی‌پور
هانیه محتشمی‌پور (زادهٔ ۳۰ آبان ۱۳۷۵ در تبریز) بازیکن تیم ملی والیبال زنان ایران است. او عضو باشگاه والیبال پیکان است.
او پیش از پیوستن به تیم پیکان، در تیم‌های شهرداری تبریز، دانشگاه آزاد، آبنوس تهران و نامی‌نو اصفهان بازی می‌کرد.
وی در سال ۱۳۹۱ در ترکیب تیم ملی والیبال نوجوانان دختر ایران حضور داشت. هانیه محتشمی‌پور در رقابت‌های انتخابی المپیک ۲۰۲۰ توکیو در ترکیب تیم ملی والیبال زنان ایران حضور داشت.
او در طرحی از «خبرگزاری ورزش زنان ایران» در هفتهٔ سوم دی ۱۳۹۸ در بخش ورزشکاران، به عنوان یکی از اعضای تیم ملی والیبال بانوان در مسابقات انتخابی المپیک در تایلند، شایستهٔ عنوان «ورزشکار هفته» تشخیص داده شد و ۵ امتیاز در رنکینگ WR به دست آورد.